# Вознесенка (Херсонская область)
Вознесенка (укр. Вознесенка) — село в Новотроицкой поселковой общине Генического района Херсонской области Украины.
Население по переписи 2001 года составляло 141 человек. Почтовый индекс — 75351. Телефонный код — 5548. Код КОАТУУ — 6524483802.

## Известные жители
- Войцеховская Алина Мартыновна — театральная актриса.